# Nils Henriksen
Nils Vejen Henriksen (født 1948)  er en dansk rockguitarist og musikproducer.
Han gjorde sig først bemærket i begyndelsen af 1970'erne som guitarist i gruppen Culpeper's Orchard. Han forlod dog allerede i 1972 dette Band for at danne Mo-I-Rana. Sideløbende arbejdede han bl.a. sammen med Sebastian, og han medvirker som guitarist på de fleste af hans plader efter 1973.
Henriksens guitarspil er bl.a. blevet beskrevet som "en lyd midtvejs mellem Eric Claptons blues, Jimmy Pages rutscheture og The Byrds strømførende cowboyrock." 
I 1975 begyndte han desuden en karriere som pladeproducer. Hans først produktion var C.V. Jørgensens andet album T-shirts, Terylenebukser & Gummisko fra 1975, og samarbejdet fortsatte med Storbyens små oaser (1977), Lediggang agogo (1982), samt Vennerne og vejen (1985). Blandt andre produktioner kan nævnes en række af Sebastians plader mellem 1979 og 1984, bl.a. Tiderne Skifter (1979), Stjerne til støv (1981). Desuden Kim Larsens 231045-0637 (1979), Malurts Vindueskigger (1981) og Tv·2's Beat (1983). Han var også involveret i produktionen af Klichés banebrydende debutalbum Supertanker fra 1980.
I 2002 var Nils Henriksen koordinator på et projekt, der - i samarbejde med Sony Music - udgav et album til støtte for FNs År Mod Racisme. Albummet hed Reminder og præsenterede en vifte af de bedste danske artister, der hver gav deres cover version af et kendt nummer.
I 2019 lancerede Nils Henriksen projektet "Nils Henriksen Soundtracks," der præsenterer filmmusik i nye versioner. 
I 2024 gik Nils Henriksen med i bandet "Limited Edition," der giver koncerter rundt i Danmark. 